# Platycleis trivittata
Platycleis trivittata är en insektsart som beskrevs av Bei-bienko 1951. Platycleis trivittata ingår i släktet Platycleis och familjen vårtbitare. Inga underarter finns listade i Catalogue of Life.